# 실권효
실권효(失權效) 혹은 차단효는 기판력은 변론 종결시까지 발생하고 있던 사정을 기초로 발생하기에 기준시 이전에 생긴 사유에 의한 주장이나 항변은 기판력에 의해 차단되어 이에 의해 확정판결의 효력을 다툴 수 없게 되는 것을 말한다. 현행법상 실권효를 규정하고 있는 대표적인 규정으로는 변론준비기일의 종결에 따른 효과로서의 실권, 적시제출주의와 실기한 공격방어방법의 각하, 재정기간제도를 들 수 있다.

## 민사소송법
기판력은 변론종결시에 있어서 권리관계의 존부판단에 생기기 때문에, 당사자는 전소의 변론종결시 이전에 존재하였으나 그때까지 제출하지 않은 공격, 방어방법의 제출권을 잃는데 이를 차단효라 한다.

## 참고 문헌
- 조상희, 『법학전문대학원 민사소송법 기본강의』. 한국학술정보(주), 2009. ISBN 9788953423077

## 같이 보기
- 차단효
- 표준시
- 기판력